# Arcyptera kheili
Arcyptera kheili is een rechtvleugelig insect uit de familie veldsprinkhanen (Acrididae). De wetenschappelijke naam van deze soort is voor het eerst geldig gepubliceerd in 1900 door Azam.
1. ↑  (en) Arcyptera kheili op de IUCN Red List of Threatened Species.